# Lansdowne Football Club
Maillots
Landsdowne Football Club, aussi appelé Landsdowne Rugby Football Club, est un club de rugby irlandais basé dans la ville de Dublin, en Irlande qui évolue dans le championnat d'Irlande. Le club est affilié à la fédération du Leinster et ses joueurs peuvent être sélectionnés pour l’équipe représentative de la région, Leinster Rugby.

## Histoire
Le club est l'un des plus anciens d'Irlande et l'un des plus prestigieux, avec notamment 24 Coupes du Leinster à son actif. Il fut fondé en 1872 par Henry Dunlop sous le nom de Lansdowne Champions Athletic Club. Il évolue au stade de Lansdowne Road, construit l'année de la fondation du club (1872), qui accueille les matchs internationaux de l'équipe d’Irlande depuis 1878.

## Palmarès
- Championnat d'Irlande : 2013, 2015, 2018
- All-Ireland Cup : 1922, 1929, 1930, 1931, 2018
- Leinster Senior League (9) : 1974, 1977, 1981, 1986, 1987, 1988, 1998, 2002, 2018
  - Finaliste (2) : 1985, 1996
- Leinster Club Senior Cup (27) : 1891, 1901, 1903, 1904, 1922, 1927, 1928, 1929, 1930, 1931, 1933, 1949, 1950, 1953, 1965, 1972, 1979, 1980, 1981, 1986, 1989, 1991, 1997, 1998, 2008, 2017, 2018
  - Finaliste (4) : 1956, 1987, 1996
- Metropolitan Cup : 1927, 1948, 1959, 1965, 1968, 1981, 2003, 2007, 2009, 2010
  - Finaliste : 2006
- Fraser McMullen Cup : 2013, 2015

## Joueurs célèbres
98 joueurs de Lansdowne ont porté les couleurs de l'équipe nationale. Lors de deux matches du Tournoi des Cinq Nations 1931, toute la ligne de trois-quarts en était issue. Neuf d'entre eux furent aussi sélectionnés pour les  Lions. Le premier international étranger fut Felipe Contepomi (Argentine), ce qui porte le total à 99.
- Gordon D'Arcy
- Eric Elwood
- Des Fitzgerald
- Barry McGann
- Shane Horgan
- Moss Keane
- Michael Kiernan
- Michael Quinn
- Robin Roe
- Conor O'Shea

 Lions britanniques et irlandais.